# 크리제우치

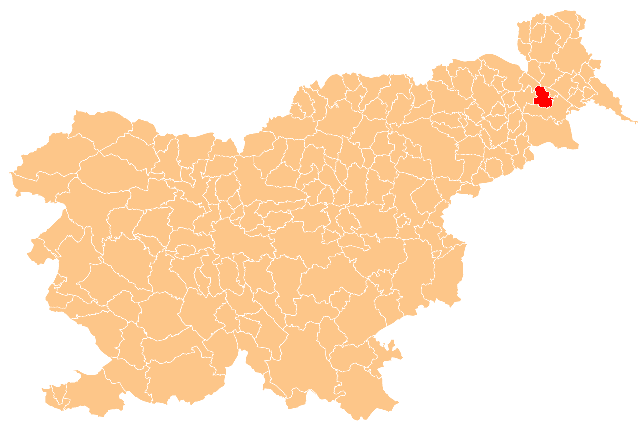
크리제우치의 위치

크리제우치(슬로베니아어: Križevci)는 슬로베니아의 도시로 면적은 46.2km2, 인구는 3,663명(2002년 기준), 인구 밀도는 79.3명/km2이다.